# Kacezet
Kacezet właściwie Piotr Kozieradzki (ur. 1986 w Warszawie) – polski wokalista, muzyk i autor tekstów. W latach 2002–2008 członek zespołu Tabula Rasa. Wraz z grupą nagrał wydany w 2006 roku album pt. Niczego. Następnie podjął współpracę z zespołem Dreadsquad. Efektem był wydany w 2009 roku album zatytułowany Stara szkoła.

## Dyskografia
Albumy
| Stara szkoła (oraz Dreadsquad)                | - Data: 4 grudnia 2009 - Wydawca: Superfly Studio              | —  |
| KaCeZet & Fundamenty                          | - Data: 14 października 2011 - Wydawca: Universal Music Polska | 71 |
| Dziennik kapitana cz.1 (KaCeZet & Fundamenty) | - Data: 1 października 2013 - Wydawca: Universal Music Polska  | —  |
| "—" album nie był notowany.                   |                                                                |    |

Single
| "Fundamenty"                 | 2013 | 41 | Dziennik kapitana cz.1 |
| "Mistrz!"                    | 2013 | —  | Dziennik kapitana cz.1 |
| "—" singel nie był notowany. |      |    |                        |

Inne notowane utwory
| Tytuł                                      | Rok  | Pozycja na liście | Album                  |
| Tytuł                                      | Rok  | PRO               | Album                  |
| ------------------------------------------ | ---- | ----------------- | ---------------------- |
| "Niech gadają" (gościnnie: Kamil Bednarek) | 2013 | 28                | Dziennik kapitana cz.1 |

Inne
| Album                     | Rok  | Uwagi                                                                                         | Źródło |
| ------------------------- | ---- | --------------------------------------------------------------------------------------------- | ------ |
| MadMajk – Wartości System | 2013 | śpiew i słowa w utworze "Badman", gitara w utworze "Famili", muzyka w utworze "Rhytm of Life" | [ 13 ] |
| Ceen – Po godzinach       | 2013 | gościnnie śpiew w utworach "Kiedy byłem" i "Lubię to"                                         | [ 14 ] |

## Teledyski
| Tytuł                                      | Rok  | Reżyseria/Realizacja       | Album                  | Źródło |
| ------------------------------------------ | ---- | -------------------------- | ---------------------- | ------ |
| "Czego ona chce" (oraz Dreadsquad)         | 2010 | Szymon Kabala              | Stara szkoła           | [ 15 ] |
| "Nadciąga"                                 | 2011 | —                          | KaCeZet & Fundamenty   | [ 16 ] |
| "Kocham swoje miasto"                      | 2012 | —                          | KaCeZet & Fundamenty   | [ 17 ] |
| "Mistrz!"                                  | 2013 | Florian Malak              | Dziennik kapitana cz.1 | [ 18 ] |
| "Niech gadają" (gościnnie: Kamil Bednarek) | 2013 | Artur Królicki, Paweł Sito | Dziennik kapitana cz.1 | [ 19 ] |